# Domo Genesis
Domo Genesis, vlastním jménem Dominique Marquis Cole, (* 9. března 1991 Inglewood) je americký rapper. Počínaje rokem 2009 působí v hiphopovém kolektivu Odd Future. V srpnu 2010 vydal svůj první mixtape s názvem Rolling Papers. Následujícího roku založil spolu se dvěma dalšími rappery a producenty, rovněž členy Odd Future, trio MellowHigh, které roku 2013 vydalo své debutové album. Mezitím, v roce 2012, vydal kolaborativní mixtape No Idols, na němž se s ním podílel producent a diskžokej The Alchemist. Svou první dlouhohrající desku s názvem Genesis, vydal v březnu 2016.